# Mérignas
Mérignas é uma comuna francesa na região administrativa da Nova Aquitânia, no departamento da Gironda. Estende-se por uma área de 9,52 km². Em 2010 a comuna tinha 348 habitantes (densidade: 36,6 hab./km²).